# Lamprosema karenkonalis
Lamprosema karenkonalis is een vlinder uit de familie van de grasmotten (Crambidae), uit de onderfamilie van de Spilomelinae. De wetenschappelijke naam van deze soort is voor het eerst gepubliceerd in 1928 door Jinshichi Shibuya.
De soort komt voor in Taiwan.